# Vulvectomie
La vulvectomie est l'ablation chirurgicale d'une partie ou de la totalité de la vulve, c'est-à-dire de l'ensemble des parties externes de l'appareil génital féminin.

## Définitions et termes
Il était usuel de ne distinguer que deux types de vulvectomie : totale ou partielle.
La vulvectomie totale consistant en l'ablation de tous les tissus de la vulve (clitoris, grandes lèvres, petites lèvres).
La vulvectomie partielle préservant le clitoris et ne concernant qu'une partie des téguments vulvaires. Ces définitions ne décrivent que la surface opérée (et donc les organes génitaux visibles affectés par l'opération) et ne décrivent pas la profondeur de l'intervention.
L'évolution des techniques de prise en charge globale de la malade et le contexte cancéreux (qui comporte des niveaux multiples en étendue et en profondeur des lésions) amène à distinguer une plus grande variété de gestes combinant la surface opérée (totale ou partielle) et la profondeur opérée. Par ailleurs la terminologie peut légèrement différer d'un bout à l'autre de la francophonie,.
Selon la profondeur de la lésion à enlever, la vulvectomie peut être réalisée à trois niveaux différents de profondeur. Le niveau le plus superficiel est limité à
l’épithélium, le niveau simple enlève le tissu sous-cutané, et le niveau élargi descend jusqu'au plan osseux et aponévrotique.
Ainsi en combinant la surface et la profondeur de l'exérèse on décrit des :
1. Les vulvectomies partielles, superficielles ou profondes ;
2. La vulvectomie totale superficielle (ou vulvectomie simple au Canada) suivie avec greffe qui respecte le relief des grandes lèvres, en conservant le tissu cellulaire sous-cutané ;
3. La vulvectomie totale simple (ou vulvectomie partielle radicale au Canada) sans conservation du tissu cellulaire sous-cutané ;
4. La vulvectomie totale radicale (ou élargie) pour les cancers infiltrants nécessitant d'approfondir l'exérèse[3],[2].

## Indications
Une vulvectomie est indiquée en cas de cancer de la vulve ou d'état pré-cancéreux comme la néoplasie intra-épithéliale vulvaire.

## Chirurgie
La vulvectomie totale est souvent associée à un curage des ganglions lymphatiques de l'aine. Pratiquée sous anesthésie générale, cette intervention nécessite une hospitalisation de plusieurs jours.
La reconstruction vulvaire fait appel à des techniques de greffe de peau réalisées par un chirurgien plasticien en plus du chirurgien gynécologue.
À l’extrême lors de lésions cancéreuses envahissant les voies urinaires ou digestives, les vulvectomies sont combinées avec une cystectomie ou une amputation du rectum et on parle alors d' exentération.

## Conséquences
La vulvectomie peut avoir un réel retentissement entraînant une gêne à la marche, à la miction, des douleurs pendant les rapports sexuels. Ces effets indésirables s'atténuent généralement mais peuvent perdurer.